# Lake View Tower
La Lake View Tower  (湖畔名門) est un gratte-ciel de 118 mètres de hauteur construit à Macao en Chine en 2009
Il abrite des logements sur 30 étages.
L'architecte est l'agence d'architecture DLN Architects & Engineers basée à Hong Kong